# Slacker
Slacker es una película independiente estadounidense de comedia y drama de 1990, escrita y dirigida por Richard Linklater, quien también aparece en la película. Slacker fue nominado para el Gran Premio del Jurado - Dramático en el Festival de Cine de Sundance en 1991.
En 2012, la película fue seleccionada para su preservación en el Registro Nacional de Cine de los Estados Unidos de la Biblioteca del Congreso por ser "cultural, histórica y estéticamente significativa".

## Argumento
Slacker sigue un solo día en la vida de un conjunto de bohemios e inadaptados, en su mayoría menores de 30 años, en Austin, Texas. La película sigue a varios personajes y escenas, nunca se queda con un personaje o conversación durante más de unos minutos antes de recoger a alguien más en la escena y seguirlo.
Los personajes incluyen a Linklater como un hablador pasajero de taxi, un aficionado a los ovnis que insiste en que Estados Unidos ha estado en la Luna desde la década de 1950, un teórico de la conspiración sobre el asesinato de JFK, un anciano anarquista que se hace amigo de un hombre que intenta robar su casa, un coleccionista de televisión, y una mujer inconformista tratando de vender un estudio de Papanicolaou de Madonna. La mujer que vende la prueba de Papanicolaou aparece en el póster de la película, y fue interpretada por la baterista de Butthole Surfers, Teresa Taylor . 
La mayoría de los personajes lidian con sentimientos de exclusión social o marginación política, que son temas recurrentes en sus conversaciones. Discuten la clase social, el terrorismo, el desempleo y el control gubernamental de los medios.

## Elenco
- Richard Linklater como "Debería haberme quedado en la estación de autobuses".
- Rudy Basquez como conductor de taxi.
- Mark James como "Hit-and-Run Son".
- Bob Boyd como Oficial Bozzio.
- Terrence Kirk como Oficial Love.
- Stella Weir como Stephanie de Dallas.
- Teresa Taylor como vendedora de Papanicolau.
- Mark Harris como Remera Terrorista.
- Frank Orrall como Tipo con Suerte.
- Abra Moore como "Ha cambiado".
- Louis Black como Lector Paranoico.
- Sarah Harmon como "Tiene Fé en los Grupos".
- John Slate como autor de Conspiracy-A-Go-Go.
- Lee Daniel como GTO.
- Charles Gunning como Autoestopsta esperando la Llamada Verdadera.
- Louis Mackey como Viejo Anarquista.
- Scott Rhodes como Estudiante de Grado Enojado.
- Kim Krizan como "Se cuestiona la felicidad".
- Athina Rachel Tsangari como la prima de Grecia (acreditada como Rachel Reinhardt).
- Kalman Spelletich como Video Backpacker.

## Producción
La película se rodó en 1989 con una cámara Arriflex de 16 mm en Austin, Texas con un presupuesto de $23,000 dólares, y se estrenó en el Teatro Dobie de Austin el 27 de julio de 1990.  Orion Classics adquirió Slacker para su distribución en todo el país, y lanzó una versión ligeramente modificada de 35 mm el 5 de julio de 1991.  No recibió un lanzamiento amplio pero se convirtió en una película de culto con una recaudación interna de $ 1,228,108.  El elenco incluye muchos Austinitas notables, incluidos Louis Black, Abra Moore y miembros de algunas bandas locales de la época.